# 京都タンパク
株式会社京都タンパク（KYOTO TANPAKU）は、京都市伏見区に本社を置き、大豆加工食品（豆腐・油揚げ・厚揚げ等）製造および販売を行っている企業。相模屋食料の100%子会社。

## 概要
京都のイメージを前面に押し出した「京禅庵」のブランド名で、豆腐や油揚げなどの大豆加工食品の製造・販売を行っている。
1966年9月に創業し、1975年9月に旧社が設立。街の豆腐店から脱却すべく設備投資を積極的に行った他、その後は近畿・関東・東北を中心に販路を拡大していき、1991年4月にはアメリカニュージャージー州に現地法人を立ち上げ、アメリカ市場にも進出した。
2010年6月期には約6900万円の売上があり、関西の同業者ではトップクラスに位置していた。しかし、2011年5月にアメリカ現地法人を売却した他、同業者との競争により売上が低下。原材料の高騰などから赤字決算が続き、2014年6月期において、売上が51億8281万円に減少した他、5億2173万円の最終赤字となったと同時に、債務超過にまで転落。2017年以降は取引先への支払い遅延が目立つようになったと同時に、資金繰りも悪化していった。このため旧社は、2017年以降支援スポンサーの選定を進めることになったが、2018年4月に旧社の工場で火災が発生し、設備修繕の費用で財務状況はさらに悪化していった。
2019年に群馬県前橋市に本社がある相模屋食料を支援スポンサーに選定。相模屋食料は旧社の事業を譲受する新会社として、同年5月30日に株式会社京都タンパク（以下新社）を設立。新社は同年7月1日付で旧社から事業を譲受した。新社の社長は相模屋食料の社長が兼務する他、同年4月に開設した相模屋食料西日本支社などを通じて人員派遣などの支援を行う。
旧社は新社への事業譲渡当日である2019年7月1日に株式会社KTPフーズへ商号変更された。KTPフーズは清算手続きを行っていたが、2020年8月19日に解散を決議。同年11月10日に京都地方裁判所から特別清算開始決定を受けた。負債総額は40億円。KTPフーズは2022年2月21日に法人格が消滅した。

## 沿革

### 旧：京都タンパク→KTPフーズ
- 1966年9月 - 創業。
- 1975年9月 - 法人へ改組。
- 1991年4月 - アメリカニュージャージー州にアメリカ現地法人を設立。
- 2011年5月 - アメリカ現地法人を現地企業へ売却。
- 2019年7月1日 - 相模屋食料が設立した株式会社京都タンパク（新社）へ事業を譲渡して事業停止。同時に商号を株式会社京都タンパク（旧社）から株式会社KTPフーズへ変更。
- 2020年
  - 8月19日 - 臨時株主総会において解散を決議。
  - 11月10日 - 京都地方裁判所から特別清算開始決定を受ける。
- 2022年2月19日 - KTPフーズの法人格消滅。

### 新：京都タンパク
- 2019年
  - 5月30日 - 相模屋食料の100%子会社として設立。
  - 7月1日 - 株式会社京都タンパク（旧社）から全事業を譲受。